# CONMEBOL Beach Soccer Championship 2017
Il Campionato sudamericano di beach soccer 2017 è la 7ª edizione di questo torneo.

## Squadre partecipanti
Di seguito le 10 squadre partecipanti.

- Brasile
- Argentina
- Paraguay
- Uruguay
- Ecuador

- Venezuela
- Colombia
- Cile
- Bolivia
- Perù

## Fase a gironi

### Girone A
| Pos | Team      | G | V | V+ | VR | P | GF | GS | +/- | P  |
| --- | --------- | - | - | -- | -- | - | -- | -- | --- | -- |
| 1   | Paraguay  | 4 | 4 | 0  | 0  | 0 | 23 | 8  | +15 | 12 |
| 2   | Argentina | 4 | 3 | 0  | 0  | 1 | 16 | 13 | +3  | 9  |
| 3   | Uruguay   | 4 | 2 | 0  | 0  | 2 | 20 | 18 | +2  | 6  |
| 4   | Cile      | 4 | 1 | 0  | 0  | 3 | 17 | 20 | -3  | 3  |
| 5   | Bolivia   | 4 | 0 | 0  | 0  | 4 | 9  | 26 | -17 | 0  |

| Squadra 1 | Risultato   | Squadra 2 |
| --------- | ----------- | --------- |
| Argentina | 5-4 report  | Cile      |
| Paraguay  | 4-2 report  | Bolivia   |
| Cile      | 6-3 report  | Bolivia   |
| Argentina | 4-3 report  | Uruguay   |
| Uruguay   | 11-3 report | Bolivia   |
| Paraguay  | 7-3 report  | Cile      |
| Argentina | 5-1 report  | Bolivia   |
| Paraguay  | 7-1 report  | Uruguay   |
| Uruguay   | 5-4 report  | Cile      |
| Paraguay  | 5-2 report  | Argentina |

### Girone B
| Pos | Team      | G | V | V+ | VR | P | GF | GS | +/- | P  |
| --- | --------- | - | - | -- | -- | - | -- | -- | --- | -- |
| 1   | Brasile   | 4 | 4 | 0  | 0  | 0 | 37 | 8  | +29 | 12 |
| 2   | Ecuador   | 4 | 2 | 0  | 1  | 1 | 15 | 21 | -6  | 7  |
| 3   | Perù      | 4 | 2 | 0  | 0  | 2 | 11 | 18 | -7  | 6  |
| 4   | Colombia  | 4 | 1 | 0  | 0  | 3 | 16 | 20 | -4  | 3  |
| 5   | Venezuela | 4 | 0 | 0  | 0  | 4 | 8  | 20 | -12 | 0  |

| Squadra 1 | Risultato            | Squadra 2 |
| --------- | -------------------- | --------- |
| Ecuador   | 6-6 (2-1 dcr) report | Colombia  |
| Brasile   | 6-2 report           | Venezuela |
| Colombia  | 3-2 report           | Venezuela |
| Ecuador   | 3-2 report           | Perù      |
| Perù      | 6-2 report           | Venezuela |
| Brasile   | 9-5 report           | Colombia  |
| Ecuador   | 5-2 report           | Venezuela |
| Brasile   | 11-0 report          | Perù      |
| Perù      | 3-2 report           | Colombia  |
| Brasile   | 11-1 report          | Ecuador   |

## Piazzamenti 5º-10º

### Semifinali
| Squadra 1 | Risultato   | Squadra 2 |
| --------- | ----------- | --------- |
| Cile      | 10-4 report | Perù      |
| Colombia  | 7-4 report  | Uruguay   |

### Finali

#### 9º-10º posto
| Squadra 1 | Risultato  | Squadra 2 |
| --------- | ---------- | --------- |
| Venezuela | 6-0 report | Bolivia   |

#### 7º-8º posto
| Squadra 1 | Risultato  | Squadra 2 |
| --------- | ---------- | --------- |
| Perù      | 4-3 report | Uruguay   |

#### 5º-6º
| Squadra 1 | Risultato  | Squadra 2 |
| --------- | ---------- | --------- |
| Cile      | 8-7 report | Colombia  |

## Finali

### Semifinali
| Squadra 1 | Risultato      | Squadra 2 |
| --------- | -------------- | --------- |
| Brasile   | 7-1 report     | Argentina |
| Paraguay  | 5-3 dts report | Ecuador   |

### Finali

#### 3º-4º posto
| Squadra 1 | Risultato            | Squadra 2 |
| --------- | -------------------- | --------- |
| Ecuador   | 4-4 (1-0 dcr) report | Argentina |

#### Finale
| Squadra 1 | Risultato  | Squadra 2 |
| --------- | ---------- | --------- |
| Brasile   | 7-5 report | Paraguay  |

## Classifica Finale
Queste le posizioni nel dettaglio.
| Pos | Team      |
| --- | --------- |
| 1   | Brasile   |
| 2   | Paraguay  |
| 3   | Ecuador   |
| 4   | Argentina |
| 5   | Cile      |
| 6   | Colombia  |
| 7   | Perù      |
| 8   | Uruguay   |
| 9   | Venezuela |
| 10  | Bolivia   |